# Bernard Fisher (cầu thủ bóng đá)
Bernard Fisher là một cựu cầu thủ bóng đá người Anh thi đấu ở vị trí thủ môn ở Football League cho Hull City và Bradford City.